# Bandeira vice-presidencial dos Estados Unidos

Bandeira vice-presidencial dos Estados Unidos.

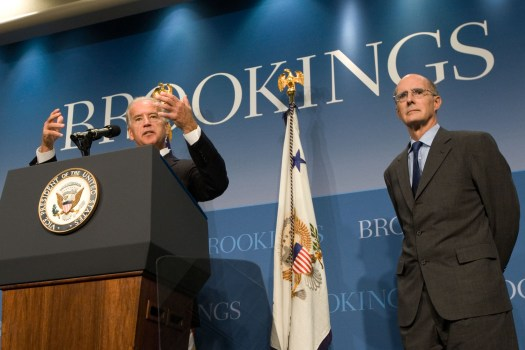
O vice-presidente Joe Biden durante um discurso em setembro de 2009, com bandeira vice-presidencial atrás.

A bandeira vice-presidencial dos Estados Unidos é a bandeira oficial do vice-presidente dos Estados Unidos e consiste em um fundo branco, tendo ao centro o selo vice-presidencial, além de quatro estrelas azul-escuras nos quatro cantos da bandeira.

## História
Sua primeira versão oficial foi definida em 1936, pela Ordem Executiva 7 285, de 7 de fevereiro, baixada pelo presidente Franklin Delano Roosevelt. Após a eleição presidencial de 1948, quando Harry S. Truman foi reeleito, a bandeira, bem como o brasão e o selo vice-presidenciais, foi modificada, através da Ordem Executiva 10 016, de 10 de novembro. A nova bandeira consistia em um fundo branco com o selo vice-presidencial cercada por um anel de treze estrelas, que representavam as antigas Treze Colônias britânicas. Somente em 1975, quando a presidência era ocupada por Gerald Ford, é que foi adotada a forma atual, definida pela Ordem Executiva 11 884, de 7 de outubro de 1975:
| “ | A Bandeira do Vice-Presidente dos Estados Unidos consistirá em um fundo retangular branco, de tamanho e proporções de acordo com os usos militares e navais, com o selo vice-presidencial em suas cores. As proporções dos elementos do Selo terão relação direta com o tamanho da bandeira e esta variará em função dos costumes nos atos militares e navais. | ” |

Bandeira não oficial utilizada entre 1915 e 1919
Bandeira vice-presidencial adotada em 1936
Versão adotada em 1948